# Pra Valer (álbum de Rozeane Ribeiro)
Pra Valer é um álbum de estúdio da cantora gospel Rozeane Ribeiro, lançado pela gravadora MK Music em fevereiro de 2002.
Na época a canção "Brado de Vitória" teve uma repercussão muito forte e entrou no VHS, da MK que fazia parte do Canta Rio 2002, porém quando lançaram o DVD a MK retirou do DVD, o que causou tristeza em muitos internautas, pois a apresentação de Rozeane Ribeiro, foi considerada uma das mais belas do Canta Rio 2002.

## Faixas
1. Brado de Vitória
2. Conserto
3. Mistério da Vida
4. Pra Valer
5. Deus Jeová
6. Um Vencedor
7. Marcas
8. Sacerdócio Real
9. Deus É Com Você
10. Toda Glória
11. Nossos Sonhos
12. Família do Senhor

## Clipes
- Brado de vitória